# Sycyssa
Sycyssa is een geslacht van sponsdieren uit de klasse van de Calcarea (kalksponzen).

## Soort
- Sycyssa huxleyi Haeckel, 1870